# Georgette de Montenay

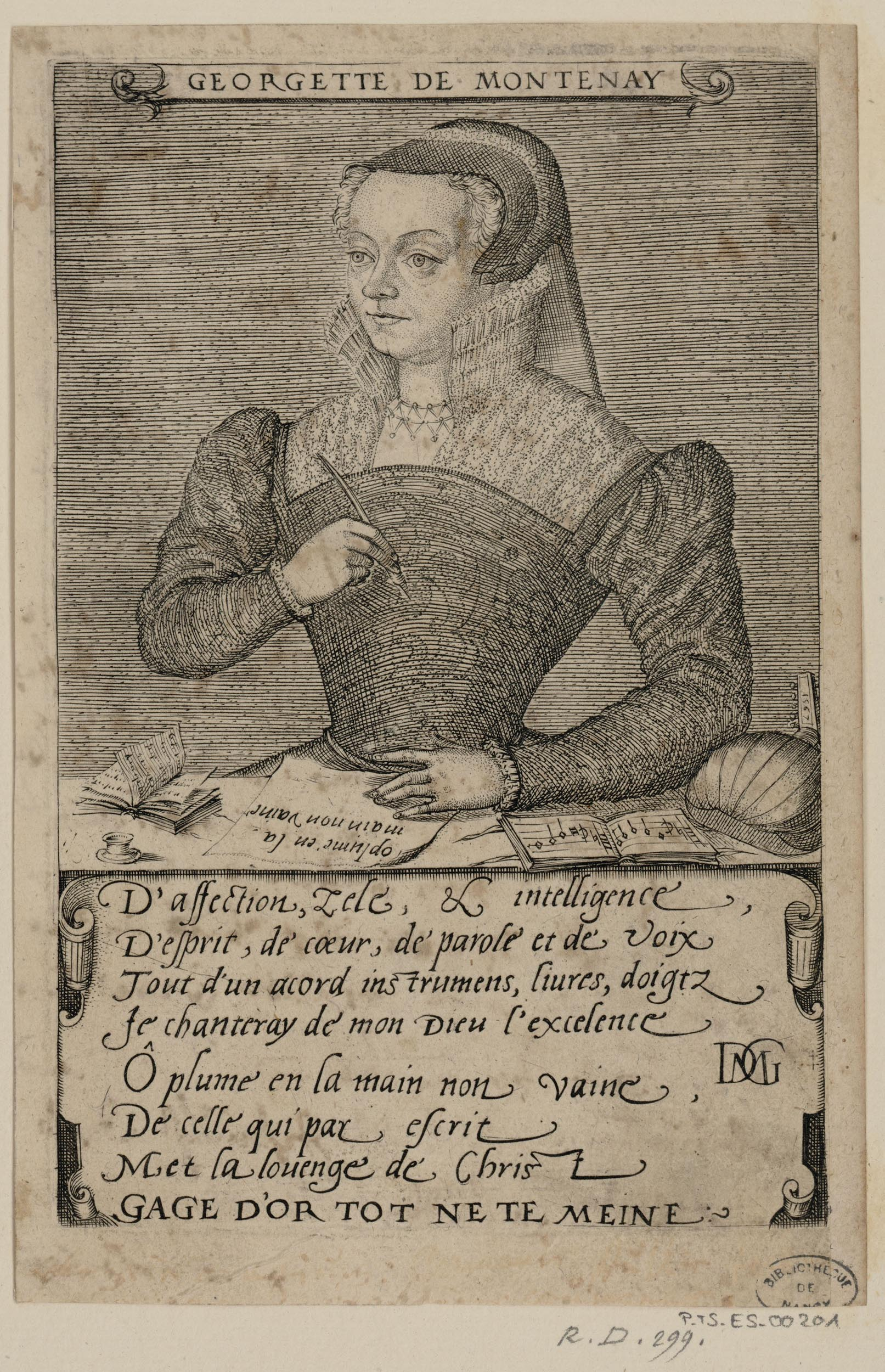
Retrato de Georgette de Montenay por Pierre Woeiriot de Bouzey publicado al frente de sus Emblèmes ou devises chrestiennes.

Georgette de Montenay (1540?-1606/1607) fue una dama de la nobleza y poeta francesa, autora de Emblèmes ou devises chrestiennes, Lyon, 1571, libro de emblemas dedicado a Juana de Albret, reina de Navarra.

## Biografía

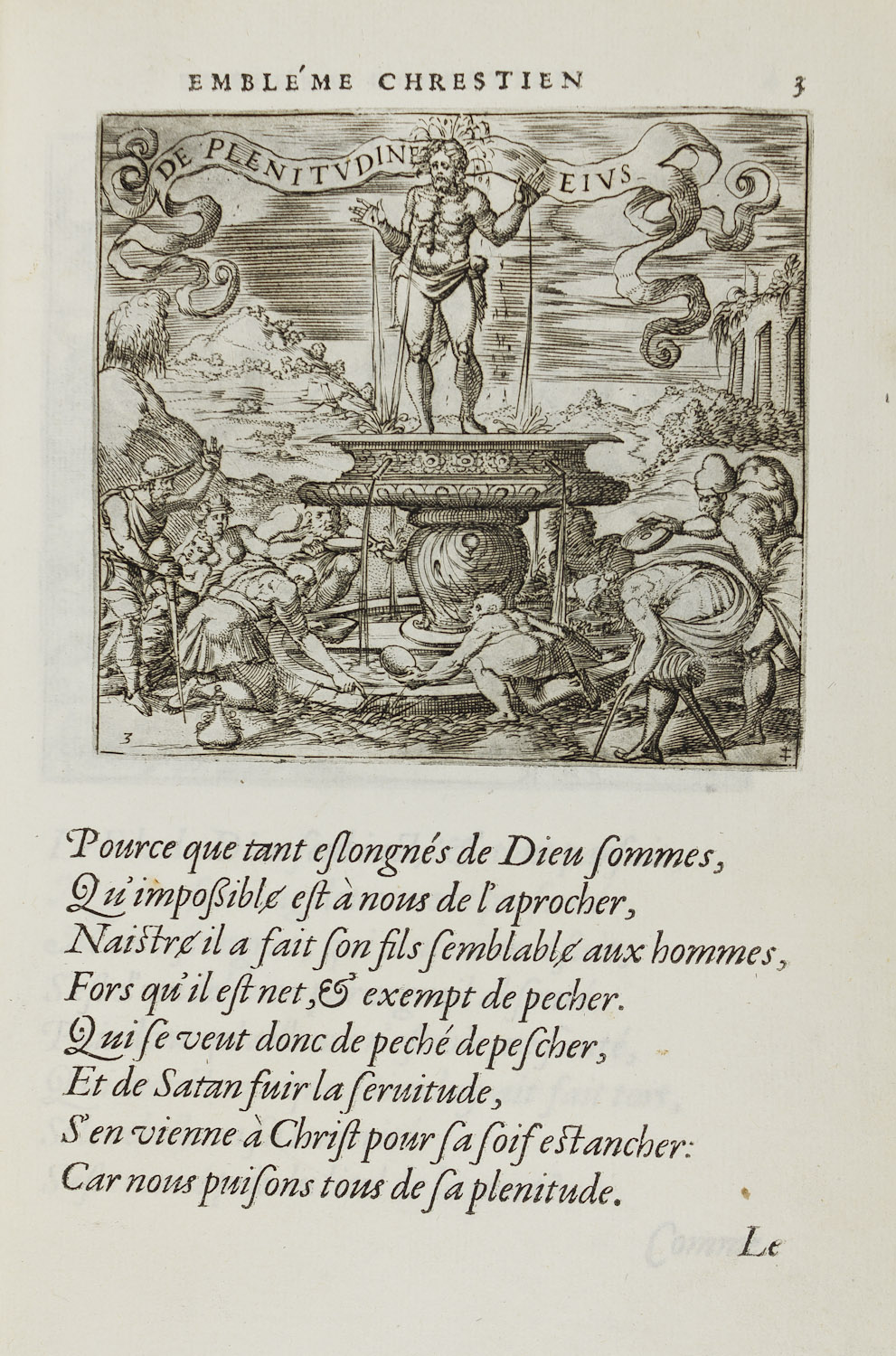
De plenitudine eius, emblema 3 de Emblemes, ou devises chrestiennes, composees par Damoiselle Georgette de Montenay, Lyon, 1571. Cristo como fuente de la vida.

Nacida probablemente en Normandía hacia 1540, era hija de Jacques, señor de Montenay, barón de Garancière y de Baudemont, vizconde de Faugernon, y de Isabeau d'Estouteville, cuya familia estaba emparentada con los Albret. En 1548 fallecieron sus padres a causa de la peste y en 1553 resultó muerto también su hermano mayor, Philippe, en el sitio de Thérouanne, lo que hizo que los bienes familiares se repartiesen entre sus tres hermanas. Georgette, la menor, heredó el castillo de Faugernon, que constituiría su dote al contraer matrimonio hacia 1561 con Guyon du Gout, diplomático y militar gascón y católico fiel durante toda su vida. Tras la paz de Amboise (1563), que puso fin a la primera guerra de religión, el matrimonio se instaló en Saint Germier (Gers), de donde Guyon era señor. Aun cuando es posible que ya en su infancia hubiese pasado algún tiempo en la corte de su tía Juana de Albret, debió de ser ahora, tras su instalación en la Gascuña, cuando fue cálidamente acogida en la corte de Navarra, apasionada de la poesía y la música, y también cuando completó su aproximación al calvinismo, proclamado religión oficial en su reino por Juana en 1562. Tras quedar viuda, en 1574, Georgette permaneció en sus posesiones de Saint-Germier, donde tuvo algún litigio con sus vecinos por cuestiones relacionadas con el edicto de pacificación de 1576, falleciendo a finales de 1606 o comienzos de 1607.
Emblemes, ou devises chrestiennes es la única obra que se le conoce. Su libro, que según ella pensaba era el primero de los libros de emblemas cristianos, es decir, reformados, es, en efecto, el primero destinado específicamente a servir a la propaganda religiosa y también el primero en emplear grabados en hueco en lugar de las acostumbradas xilografías. De ellos se iba a encargar otro protestante, Pierre Woeiriot, grabador del duque de Lorena, autor tanto de los dibujos de los emblemas como del retrato de Georgette de Montenay con el que se abre el volumen y del retrato de Juana de Albret en el primero de los emblemas, a quien va dedicado. La primera edición, de la que no se ha tenido noticia hasta fechas recientes, salió en Lyon en 1567 a cargo de Jean Marcorelle y de ella únicamente ha sobrevivido un ejemplar, conservado en la Biblioteca Nacional y Universitaria de Copenhague, lo que hace pensar que pudo ser retirada de la circulación y solo fue reimpresa en 1571, tras la paz de Saint-Germain. Una nueva edición apareció en Zúrich en 1584, ampliada para alcanzar a un público mayor con la versión latina de las composiciones poéticas, que en las ediciones anteriores se encontraban solo en lengua francesa. De ella se hicieron varias reimpresiones, la última de ellas significativamente en La Rochelle en 1620, y en 1619 apareció en Fráncfort una versión políglota, con los versos en francés, latín (en dos versiones), español, italiano, alemán, inglés y flamenco.
La obra gozó de amplia aceptación especialmente entre el público protestante, como indican sus numerosas ediciones y los lugares de impresión, centros de difusión de la religión reformada. También el trabajo de Esther Inglis atestigua su popularidad. Calígrafa profesional, descendiente de una familia hugonote franco-escocesa huida de Francia al estallar las guerras de religión, autora de numerosas obras poéticas de contenido religioso, realizó en 1624 su particular reescritura de una parte de los emblemas cristianos de Georgette de Montenay para dedicársela a Carlos I de Inglaterra, por entonces aún príncipe de Gales.